# Camilo Ponce Enríquez
Camilo Ponce Enríquez (Quito,Equador 31 de janeiro de 1912 - Quito,Equador 13 de setembro de 1976) foi um político do Equador e presidente do país de 1956 a 1960.